# El viejo MacDonald tenía una granja

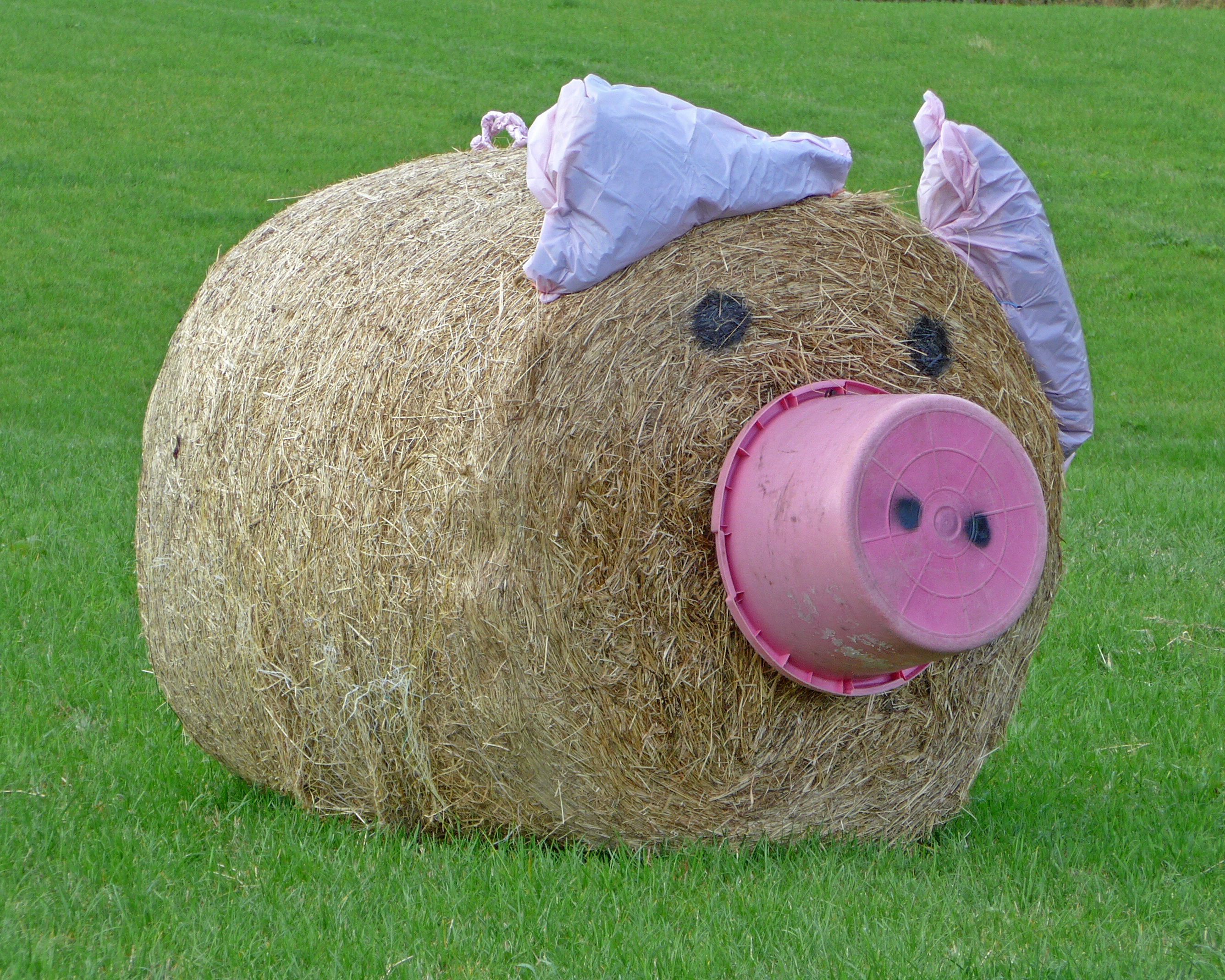
Festival del "El viejo MacDonald tenía una granja".

Old MacDonald Had a Farm (El viejo MacDonald tenía una granja, en castellano) es una popular canción infantil perteneciente al folklore musical estadounidense, de autor anónimo. Está registrado en el catálogo Roud Folk Song Index con el número 745.
Durante la década de 1960 el artista estadounidense Elvis Presley grabó una acelerada versión de esta canción para la banda sonora de su película Double Trouble. 

## Letra original
Old MacDonald had a farm, EE-I-EE-I-O,
And on his farm he had a [el nombre de un animal], EE-I-EE-I-O,
With a [la onomatopeya con la que se imita su voz] here and a [onomatopeya] there
Here a [onomatopeya], there a [onomatopeya], everywhere a [onomatopeya]
Old MacDonald had a farm, EE-I-EE-I-O.

## Adaptaciones

### Al castellano
Esta canción ha sido adaptada a distintas lenguas. En castellano suele haber versiones que respetan la literalidad de la letra, con lo que la música es levemente modificada para adaptarla a la diferente cantidad de sílabas y acentuación que existe entre frases como Old Macdonald Had a Farm y El viejo MacDonald tenía una granja, y otras en las que la letra sufre una importante variación para, de esa forma, respetar la música original, como por ejemplo en las adaptaciones que empiezan por En la granja de Pepito, En la granja de mi tío o Vamos al campo a pasear.